# 松尾勇佑
松尾 勇佑（まつお ゆうすけ、2000年6月27日 - ）は、東京都出身のプロサッカー選手。Jリーグ・大分トリニータ所属。ポジションはディフェンダー。

## 来歴
市立船橋高校サッカー部に加入し、2つ上の原輝綺や杉岡大暉と共にプレー。高校2年生の冬にサイドバックにコンバートし、Jリーグクラブの練習にも練習生として参加。
関西大学に進学後は持ち前のスピードを活かした攻撃的サイドバックとしてゴール、アシストを量産。
2022年7月8日、翌2023シーズンから大分トリニータへ加入することと、特別指定選手承認が発表された。
2023年6月4日のヴァンフォーレ甲府戦でJリーグデビューを果たすと、3日後の天皇杯・ヴェルスパ大分戦でプロ入り後初スタメンを飾った。

## 所属クラブ
- 栗の実SC
- ジェファFC
- 船橋市立船橋高等学校
- 2019年 - 2022年 関西大学体育会サッカー部
  - 2022年7月 - 11月  大分トリニータ（特別指定選手）
- 2023年 -  大分トリニータ

## 個人成績
| 国内大会個人成績 | 国内大会個人成績 | 国内大会個人成績 | 国内大会個人成績 | 国内大会個人成績 | 国内大会個人成績 | 国内大会個人成績 | 国内大会個人成績 | 国内大会個人成績 | 国内大会個人成績 | 国内大会個人成績 | 国内大会個人成績 |
| 年度             | クラブ           | 背番号           | リーグ           | リーグ戦         | リーグ戦         | リーグ杯         | リーグ杯         | オープン杯       | オープン杯       | 期間通算         | 期間通算         |
| 年度             | クラブ           | 背番号           | リーグ           | 出場             | 得点             | 出場             | 得点             | 出場             | 得点             | 出場             | 得点             |
| 日本             | 日本             | 日本             | 日本             | リーグ戦         | リーグ戦         | リーグ杯         | リーグ杯         | 天皇杯           | 天皇杯           | 期間通算         | 期間通算         |
| ---------------- | ---------------- | ---------------- | ---------------- | ---------------- | ---------------- | ---------------- | ---------------- | ---------------- | ---------------- | ---------------- | ---------------- |
| 2022             | 関大             | 6                | 他               | -                | -                | -                | -                | 2                | 1                | 2                | 1                |
| 2023             | 大分             | 27               | J2               | 16               | 4                | -                | -                | 1                | 0                | 17               | 4                |
| 2024             | 大分             | 27               | J2               | 16               | 0                | 1                | 0                | 2                | 0                | 19               | 0                |
| 2025             | 大分             | 27               | J2               |                  |                  |                  |                  |                  |                  |                  |                  |
| 通算             | 日本             | 日本             | J2               | 32               | 4                | 1                | 0                | 3                | 0                | 36               | 4                |
| 通算             | 日本             | 日本             | 他               | -                | -                | -                | -                | 2                | 1                | 2                | 1                |
| 総通算           | 総通算           | 総通算           | 総通算           | 32               | 4                | 1                | 0                | 5                | 1                | 38               | 5                |

- 2022年 特別指定選手としての公式戦出場は無し（背番号48）[5]

- Jリーグ初出場 - 2023年6月4日 J2第19節 ヴァンフォーレ甲府戦（レゾナックドーム大分）
- Jリーグ初得点 - 2023年7月1日 J2第23節 ジュビロ磐田戦（ヤマハスタジアム（磐田））

## 代表・選抜歴
- U-18日本代表
  - SBSカップ 国際ユースサッカー
- 日本高校選抜
  - デュッセルドルフ国際ユース大会